# Paul Hogan
Pour les articles homonymes, voir Hogan.
Ne doit pas être confondu avec Paul John Hogan.
Paul Hogan est un acteur, producteur et scénariste australien, né le 8 octobre 1939 à Sydney (Nouvelle-Galles du Sud).

## Biographie
Bien que né à Sydney, Paul Hogan a prétendu, pour rendre son personnage plus intéressant au début de sa carrière, être né à Lightning Ridge.
Il gagne en popularité dès 1973 à la  télévision avec le Paul Hogan Show, qui durera 12 saisons.
Il est un acteur australien devenu célèbre pour son rôle culte de Mick Dundee dans la trilogie de films Crocodile Dundee. Il a aussi fait de la pub pour une marque de cigarette, pour le Subaru Outback et pour promouvoir le tourisme en Australie auprès du public américain.
Paul Hogan a été marié trois fois. Deux fois (de 1958 à 1981, puis de 1982 à 1989) avec Noelene Edwards avec qui il a eu 5 enfants. Le 5 mai 1990, il épouse Linda Kozlowski, sa partenaire de Crocodile Dundee, dont il divorce le 23 juillet 2014. Le couple a eu un enfant, un fils prénommé Chance.

## Duo Paul / Linda
Paul Hogan a fait quatre films avec sa femme Linda Kozlowski
- 1986 : Crocodile Dundee
- 1988 : Crocodile Dundee 2
- 1990 : Un ange... ou presque
- 2001 : Crocodile Dundee 3

## Filmographie
- 1973 : The Paul Hogan Show (en) (Série télévisée diffusée du 1er avril 1984[1] au 15 juillet 1984[2], rediffusion du 5 juillet 1987[3] au 6 septembre 1987[4]sur FR3)
- 1980 : Fatty Finn, de Maurice Murphy (inédit France)
- 1985 : Anzacs (mini-série)
- 1986 : Crocodile Dundee, de Peter Faiman : Michael J. « Crocodile » Dundee
- 1988 : Crocodile Dundee 2, de John Cornell : Michael J. « Crocodile » Dundee
- 1990 : Un ange... ou presque (Almost an Angel), de John Cornell
- 1993 : Jack l'Éclair (Lightning Jack), de Simon Wincer
- 1996 : Flipper, d'Alan Shapiro
- 1998 : Road Movie (Floating Away), de John Badham
- 2001 : Crocodile Dundee 3 (Crocodile Dundee in Los Angeles), de Simon Wincer : Michael J. « Crocodile » Dundee
- 2004 : Tout ou rien (Strange Bedfellows), de Dean Murphy
- 2009 : Charlie and Boots, de Dean Murphy : Charlie McFarland (inédit France)
- 2015 : Open Slather (en) Série télévisée (saison 1, épisode 8) : Cardinal (inédit France)
- 2018 : That's Not My Dog! (en), de Dean Murphy : Paul (inédit France)
- 2020 : The Very Excellent Mr Dundee de Dean Murphy :  Michael J. « Crocodile » Dundee / Lui-même

## Distinctions

### Récompenses
- Logie Awards 1973 : Lauréat du Prix George Wallace Memorial du meilleur nouveau talent.
- 1975 : Logie Awards du meilleur acteur TV dans une série télévisée comique pour The Paul Hogan Show (en) (1973-1984).
- 1978 : Logie Awards du meilleur acteur TV dans une série télévisée comique pour The Paul Hogan Show (en) (1973-1984).
- 44e cérémonie des Golden Globes 1987 : Meilleur acteur dans une comédie d’aventure pour Crocodile Dundee (1986).
- Logie Awards 1987 : Lauréat du Prix Hall of Fame.
- ShoWest Convention 1987 : Lauréat du Prix de la star masculine de l'année.
- Australian Academy of Cinema and Television Arts Awards 2016 : Lauréat du Prix Longford Lyell.

## Voix françaises
- Yves Rénier dans :
  - Crocodile Dundee
  - Crocodile Dundee 2
  - Un ange... ou presque
  - Jack l'Éclair
  - Flipper
  - Road Movie
  - Crocodile Dundee 3

- Francis Lax dans The Paul Hogan Show (série télévisée)
- Bernard Tiphaine dans Tout ou rien